# Berjosowka (Kaliningrad, Gwardeisk)
Berjosowka (russisch Берёзовка, deutsch Groß Ottenhagen) ist ein Ort in der russischen Oblast Kaliningrad. Er gehört zur kommunalen Selbstverwaltungseinheit Stadtkreis Gwardeisk im Rajon Gwardeisk.

## Geographische Lage
Die Ortschaft liegt in der historischen Region Ostpreußen, etwa 23 Kilometer südöstlich der Stadt Kaliningrad (Königsberg) und 19 Kilometer westsüdwestlich der Stadt Gwardeisk (Tapiau).

## Geschichte

Ottenhagen (Ottenhg.), südöstlich der Stadt Königsberg und westsüdwestlich von Tapiau, auf einer Landkarte von 1910

Das bis 1946 Groß Ottenhagen genannte ehemalige Kirch- und Gutsdorf ist eine Gründung des Deutschen Ordens aus dem Jahre 1332. Dorf und Gut gehörten der Stadt Königsberg, deren Magistrat beides 1466 vom  Hochmeister Ludwig von Erlichshausen als Geschenk erhalten hatte.
Am 30. April 1874 wurde das Dorf Sitz und namensgebend für den neu errichteten Amtsbezirk Ottenhagen im Landkreis Königsberg (Preußen) und im Regierungsbezirk Königsberg der preußischen Provinz Ostpreußen.
Am 1. Dezember 1910 zählte der Gutsbezirk Ottenhagen 113 und die Landgemeinde Groß Ottenhagen 654 Einwohner. Nachdem am 17. Juli 1927 die Gutsbezirke Ottenhagen und Waldhof (russisch: Saizewo, nicht mehr existent) in die Landgemeinde Groß Ottenhagen eingegliedert worden waren, wurde der Name des Amtsbezirks Ottenhagen und „Amtsbezirk Groß Ottenhagen“ umbenannt. Die neu formierte Gemeinde mit den auch schon vorher zugehörigen Ortschaften Ottenmühle und Vorwerk Schäferei zählte im Jahre 1933 849 und 1939 bereits 875 Einwohner. Ab 1939 wurde sie dem fusionierten Landkreis Samland zugeordnet.
Gegen Ende des Zweiten Weltkrieges wurde die Region im Frühjahr 1945 von der Roten Armee besetzt. Anschließend wurde Groß Ottenhagen zusammen mit der nördlichen Hälfte Ostpreußens von der Sowjetunion besatzungsrechtlich in eigene Verwaltung genommen. 1947 erhielt der Ort die russische Bezeichnung „Berjosowka“ und wurde gleichzeitig dem Dorfsowjet Oserski selski Sowet im Rajon Gwardeisk zugeordnet. Von 2005 bis 2014 gehörte Berjosowka zur Landgemeinde Oserkowskoje selskoje posselenije und seither zum Stadtkreis Gwardeisk.

### Amtsbezirk (Groß) Ottenhagen 1874–1945
In den 1874 errichteten Amtsbezirk Ottenhagen (ab 1927: Amtsbezirk Groß Ottenhagen) waren anfangs zwölf Landgemeinden (LG) bzw. Gutsbezirke (GB) eingegliedert:
| Name                       | Russischer Name nach 1945 | Bemerkungen                                             |
| -------------------------- | ------------------------- | ------------------------------------------------------- |
| Gauleder Forst (GB)        |                           | 1929 in die Landgemeinde Klein Ottenhagen eingegliedert |
| Groß Lindenau (LG)         | Oserki                    |                                                         |
| Groß Ottenhagen (LG)       | Berjosowka                |                                                         |
| Klein Lindenau (GB)        | Osjorskoje                | 1928 in die Landgemeinde Klein Ottenhagen eingegliedert |
| Klein Ottenhagen (LG)      | Polessje                  |                                                         |
| Neu Lindenau (LG)          | Datschnoje                |                                                         |
| Ottenhagen (GB)            | Berjosowka                | 1927 in die Landgemeinde Groß Ottenhagen eingegliedert  |
| Rosengarten (LG)           | Sapadnoje                 | 1935 in die Landgemeinde Worienen eingegliedert         |
| Schäferei (LG)             |                           | 1925 in die Landgemeinde Seewalde eingegliedert         |
| Seewalde (LG)              | Trubnoje                  |                                                         |
| Waldhof (GB)               | Saizewo                   | 1927 in die Landgemeinde Groß Ottenhagen eingegliedert  |
| Worienen (LG)              | Pestschanoje              |                                                         |
| ab 1930: Groß Barthen (LG) | Osjornoje                 | vorher im Amtsbezirk Friedrichstein                     |

Am 1. Januar 1945 bildeten noch sieben Gemeinden den Amtsbezirk Groß Ottenhagen: Groß Lindenau, Groß Ottenhagen, Klein Ottenhagen, Neu Lindenau, Seewalde, Worienen und Groß Barthen.

## Verkehr
Berjosowka liegt an der Regionalstraße 27A-025 (ex R508).  Innerorts zweigt eine Nebenstraße in südliche Richtung zur Ortsstelle des inzwischen erloschenen Dorfes Polessje (Klein Ottenhagen) ab.
Die nächste Bahnstation ist Oserki-Nowyje (Groß Lindenau) an der Bahnstrecke Kaliningrad–Tschernyschewskoje (Königsberg–Eydtkuhnen/Eydtkau), einem Teilstück der einstigen Preußischen Ostbahn, zur Weiterfahrt nach Litauen und in das russische Kernland.

## Vorgeschichtliches Gräberfeld
In den 1920er Jahren wurde bei Groß Ottenhagen ein weitflächiges vorgeschichtliches Gräberfeld entdeckt. Die Erkundungen leitete der ostpreußische Prähistoriker Herbert Jankuhn. Seit dem Ende des Zweiten Weltkrieges gelten die Funde als verschollen. In den Jahren 2003/04 fanden neue Untersuchungen unter dem Kieler Archäologen Timo Ibsen statt, der noch auf zahlreiche Fundskizzen aus dem Nachlass Herbert Jankuhns zurückgreifen konnte. Für das Gräberfeld konnten drei Belegungszeiträume festgestellt werden:
- 30 v. Chr. bis 480 n. Chr. = römische Kaiserzeit, gekennzeichnet durch Körper- und Brandbestattungen
- nach 375 n. Chr. = Zeit der Völkerwanderung, ausschließlich Brandbestattungen
- 10. und 11. Jahrhundert n. Chr. = frühes Mittelalter, unter den menschlichen Brandbestattungen lagen unverbrannte Pferdebestattungen.

## Ausgrabungen aus prußischer Zeit
Bei Ausgrabungen im Jahre 1928 entdeckte man Reste prußischer Schilde. Sie waren mit Bronzebeschlägen ausgestattet. Im Innern fand man Reste von Holz und Leder und Textilien aus Leinen. In der Mitte des Schildes befand sich ein kegelförmiger Schildbuckel aus Eisen. Die vorhandenen Teile ließen einen gerundeten länglichen Schild von 70 cm Länge und 50 cm Breite ausmachen.

## Kirche

### Kirchengebäude

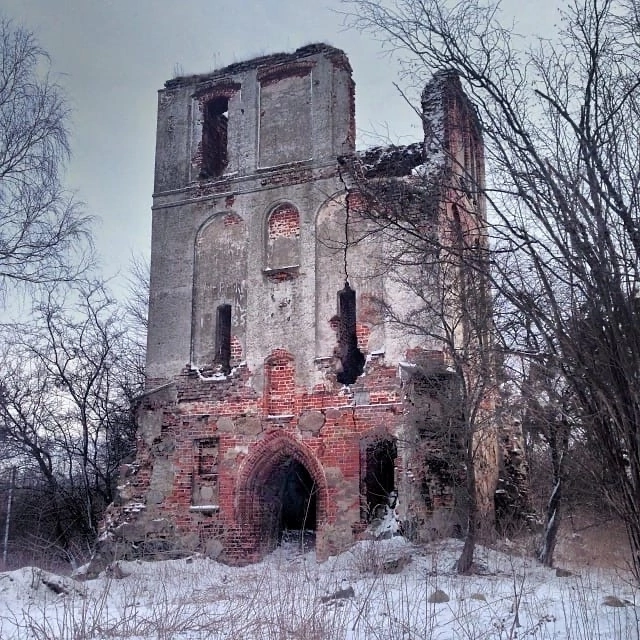
Kirche

Die Kirche in Groß Ottenhagen, von der heute nur noch die Turmruine steht, dürfte einen Vorgängerbau aus der Zeit um 1340 gehabt haben. Das nachfolgende Gebäude – ein verputzter Feldsteinbau mit Ziegelecken und dem vorgelegten Westturm – stammt aus dem 15. Jahrhundert. Mitte des 18. Jahrhunderts wurde das Kirchenschiff durch Querarme erweitert. Die bis 1945 erhaltene Ausstattung stammte aus den Jahren 1715 bis 1720.

### Kirchengemeinde
Die Gründung der Kirche in Groß Ottenhagen geht auf die Zeit um 1340 zurück. Im Jahre 1547 wurde hier ein lutherischer Prediger erwähnt. Bis 1945 gehörte das Kirchspiel Groß Ottenhagen zum Kirchenkreis Königsberg Land I (südlich des Pregel) in der Kirchenprovinz Ostpreußen der Kirche der Altpreußischen Union.
Heute liegt Berjosowka im Einzugsbereich der in den 1990er Jahren neu entstandenen evangelisch-lutherischen Gemeinde in Gwardeisk (Tapiau), eine Filialgemeinde der Auferstehungskirche in Kaliningrad (Königsberg) in der Propstei Kaliningrad der Evangelisch-lutherischen Kirche Europäisches Russland.

#### Kirchensiegel
Auf außergewöhnliche Weise hat sich das Jahrhunderte alte Kirchensiegel Groß Ottenhagens erhalten. Es konnte durch die Kriegswirren hindurch bis in den Westen gerettet werden und befindet sich heute im Preußenmuseum Nordrhein-Westfalen in Minden.